# Cantón de La Salvetat-sur-Agout
El cantón de La Salvetat-sur-Agout era una división administrativa francesa, que estaba situada en el departamento de Hérault y la región de Languedoc-Rosellón.

## Composición
El cantón estaba formado por tres comunas:
- Fraisse-sur-Agout
- La Salvetat-sur-Agout
- Le Soulié

## Supresión del cantón de La Salvetat-sur-Agout
En aplicación del Decreto n.º 2014-258 de 26 de febrero de 2014, el cantón de La Salvetat-sur-Agout fue suprimido el 22 de marzo de 2015 y sus 3 comunas pasaron a formar parte del nuevo cantón de Saint-Pons-de-Thomières.